# Metro-2033-Universum
Das Metro-2033-Universum ist eine Buchserie, die auf dem dystopischen Roman Metro 2033 des russischen Autors Dmitri Gluchowski aus dem Jahr 2007 aufbaut und die Idee des Grundromans weitererzählen soll.

## Hintergrund
Die Handlung des Originalromans spielt in einem zukünftigen Moskau, dessen oberirdischer Teil nach einem Atomkrieg unbewohnbar geworden ist, so dass die Überlebenden gezwungen sind, in der teilweise ebenfalls zerstörten Metro zu leben. Dmitri Gluchowski hat mit seinem Roman eine Zukunftsvision erschaffen, die in den verschiedenen Büchern des Metro-2033-Universums dargestellt wird. Seine Intention dabei ist, dass er verschiedene Schriftsteller aus aller Welt dazu bewegen will ein und dieselbe fiktive Welt zu beschreiben und somit eine alternative Realität entstehen zu lassen.
So werden in den bisher erschienenen Büchern immer mehr Protagonisten und deren Schicksale in diese „große postapokalyptische Saga“ eingeführt.
Zunächst gab es nur Romane, die in den Regionen Russlands spielten, jedoch wurde das Universum durch die Mitwirkung eines italienischen und eines britischen Autors in den Jahren 2010/2011 über die russischen Grenzen hinaus ausgedehnt. In Zukunft ist geplant noch mehr Autoren aus verschiedenen Ländern an diesem Projekt teilhaben zu lassen. In deutscher Übersetzung liegen bisher (Stand 2015) Bücher über Moskau, Sankt Petersburg, Kaliningrad, Nowosibirsk und Italien vor.

## Die Moskauer Metro

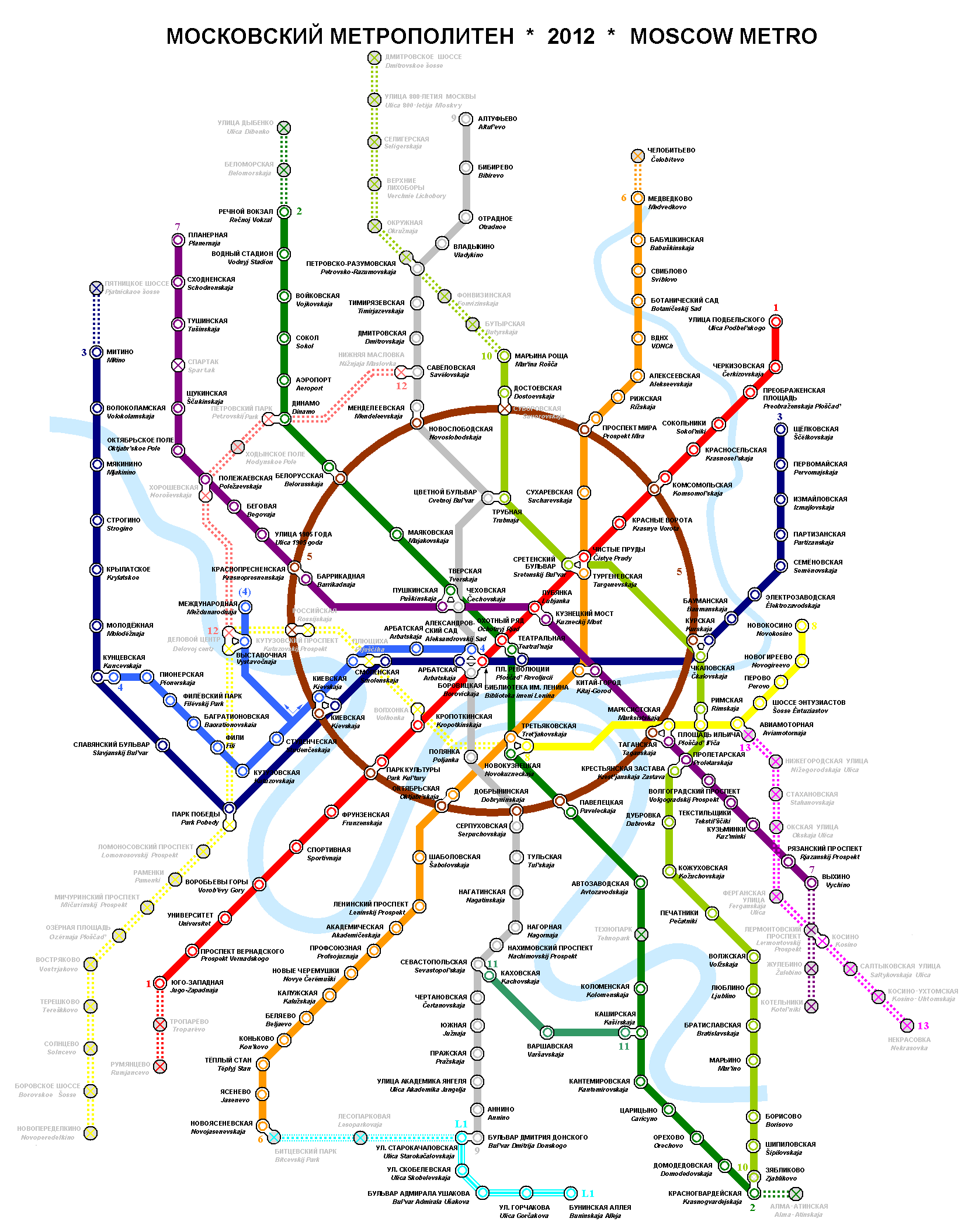
Linienplan der Metro Moskau für 2011/2012

Gemeinschaft der Ringstationen (Hanse)
Die Gemeinschaft der Ringstationen kann als Handelsgemeinschaft angesehen werden. Es gibt strenge Zollkontrollen für die Einfuhr und Ausfuhr von Gütern. Und man kommt nur mit einem gültigen Pass mit Visum zur Hanse. Sie wurde bereits im ersten Roman Metro 2033 ausführlich eingeführt und ist die dominierende politische Kraft des unterirdischen Moskau.
Die Polis
Die aus den vier zentralen Umsteigestationen bestehende Polis ist die inoffizielle geistige und kulturelle „Hauptstadt“ der Metro. Hier ist alles im Überfluss vorhanden: Wasser, Strom, Essen. Es hat sich ein Kastensystem gebildet, dessen wichtigste Kasten die der Wächter des Wissens und die des Militärs sind. Auch diese Gruppierung wird schon im Ausgangsroman ausführlich beschrieben.
Rote Linie
Die rote Linie (die ehemalige Sokolnitscheskaja-Linie) wird von Kommunisten bewohnt und wird erst im Roman Metro 2034 genauer beschrieben. Die Menschen werden durch ein totalitäres Regime unterdrückt und haben keine Meinungsfreiheit. Nach der gescheiterten Eroberung der gesamten Metro propagiert die kommunistische Führung das Ziel des „Kommunismus auf einer Linie“, eine Abwandlung des Sozialismus in einem Land.
WDNCh-Föderation
Die WDNCh-Föderation ist Ausgangspunkt des Romans Metro 2033 und damit des gesamten Metro-2033-Universums. Ungeachtet dieser übergreifenden Bedeutung wird sie als relativ unbedeutende Gemeinschaft an der nördlichen Kaluschsko-Rischskaja-Linie beschrieben, die vor allem durch die Produktion von Tee bekannt ist.
Viertes Reich
Die Gruppierung des vierten Reiches ist nationalsozialistisch ausgerichtet. Sie glauben, dass es eine Herrenrasse gibt. Ihrer Ansicht nach sollten nur die „wahren Russen“ die Metro besiedeln dürfen. Das Reich besteht aus den drei Stationen des Knotens Tschechowskaja-Puschkinskaja-Twerskaja.
Konföderation 1905
Ursprünglich die gesamte westliche Tagansko-Krasnopresnenskaja-Linie einnehmend ist die Konföderation 1905 nach dem nicht genauer erläuterten Verlust ihrer westlichen Stationen an die Mutanten nur noch eine kleinere Fraktion. Aufgrund ihrer linksgerichteten Einstellung führt sie einen Kleinkrieg mit dem benachbarten Vierten Reich.
Universität („Smaragdene Stadt“)
Die Verbindung zur restlichen Metro ist durch den Einsturz einer Brücke abgeschnitten. Doch hält sich das Gerücht, dass in den im Westteil der Sokolnitscheskaja-Linie gelegenen Metrostationen der Universität die letzten Professoren und Doktoranden aufhalten, welche einen Weg gefunden haben in selbst entwickelten Schutzanzügen über die Oberfläche in die „große Metro“ zu gelangen.
Arbat-Konföderation
Eine kleine Gruppe von Stationen der Arbatsko-Pokrowskaja-Linie. Im Ausgangsroman wird ihre Rolle als Vermittler zwischen den verfeindeten Gruppen der Hanse und der Kommunisten hervorgehoben.
Kalinin-Konföderation
Die im Roman Das marmorne Paradies eingeführte Kalinin-Konföderation umfasst die sechs östlichsten Stationen der Kalininskaja-Linie. Sie ist einer der wirtschaftlich und politisch stabilsten Regionen der Metro, aufgrund ihrer abgeschiedenen Lage herrscht aber auf anderen Stationen die Meinung vor, in ihr herrschten Spuk und Anomie.
Trotzkisten und Anarchisten
Gemäß der Ideologien des Trotzkismus, bzw. Anarchismus lehnen diese Gruppen die in den größeren Fraktionen entstandenen Herrschaftsstrukturen ab. Zum Teil befinden sich kleinere Stationen der Peripherie unter ihrer Kontrolle. Eine genauere Beschreibung einer Anarchisten-Station (der Vojkovskaya auf der Samoskworezkaja-Linie) erfolgt erstmals im Roman Im Tunnel.
Organisierte Kriminalität
Auch die Russische Mafia hat den Atomkrieg überlebt und sich im Untergrund festgesetzt. Ihre Stützpunkte befinden sich an zwei mittleren Stationen der Kaluschsko-Rischskaja-Linie.
Die russische Regierung
Im Roman Metro 2035 zeigt sich, dass es noch immer eine russische Regierung gibt, die in der Metro 2 sitzt. Sie kontrolliert die Führungsschicht der anderen Fraktionen und spielt diese gegeneinander aus. Außerdem unterhält sie rund um Moskau Störsender um die Metro von der restlichen Welt abzuschotten.
Zeugen Jehovas
Sie halten sich in einem verlassenen Bahnhof auf und betrachten den vergangenen Krieg als Armageddon. Sie warten nun auf das baldige Kommen des Himmelreiches.
Satanisten
Sie glauben die Metro sei die Schwelle zur Hölle und graben mit Hilfe von Sklaven ein riesiges Loch unter der Timirjasewskaja-Station (im Norden der Serpuchowsko-Timirjasewskaja-Linie). Sie werden erstmals im Roman Im Tunnel näher beschrieben.
Stamm des großen Wurms
Eine Gruppierung von Kannibalen die an eine erfundene Religion glaubt, nach der ein großer Wurm die vielen U-Bahn Tunnel gegraben haben soll. Sie haust in einer abgetrennten Station im Westen (Park Pobedy) der Arbatsko-Pokrowskaja-Linie mit Anschluss an die Metro-2.
Mutanten
- Die Schwarzen – humanoide Kreaturen mit einer Haut aus erdigem schwarzem Leder, die versuchen Kontakt mit den Menschen aufzunehmen. Ihr Lager befindet sich bei dem ehemaligen Botanischen Garten. Durch ein offenes hermetisches Tor gelangen sie in die Metro und bewegen sich in Richtung der WDNCh. Sie sind schwer aufzuhalten und können psychischen Druck gegenüber den Menschen aufbauen. Sie schreiten auch dann weiter voran, wenn sie mit schwerem Maschinengewehrfeuer aufgehalten werden.
- Bibliothekare – Der Körperbau ähnelt dem eines Gorillas. Sie leben in den Ruinen der Lenin-Bibliothek und greifen jede Lärmquelle an. Sie haben sehr scharfe gebogene Krallen, die dem Feind tiefe Wunden zufügen können. Des Weiteren können sie die menschliche Sprache imitieren. Wahrscheinlich sind sie das Produkt einer menschlichen Mutation.
- Molodjoschnaja-Mutanten – Da die Station Molodjoschnaja im Westen der Arbatsko-Pokrowskaja-Linie starker Strahlung ausgesetzt ist, sind ihre Bewohner stark mutiert und haben parapsychologische Fähigkeiten entwickelt.

## Die Petersburger Metro

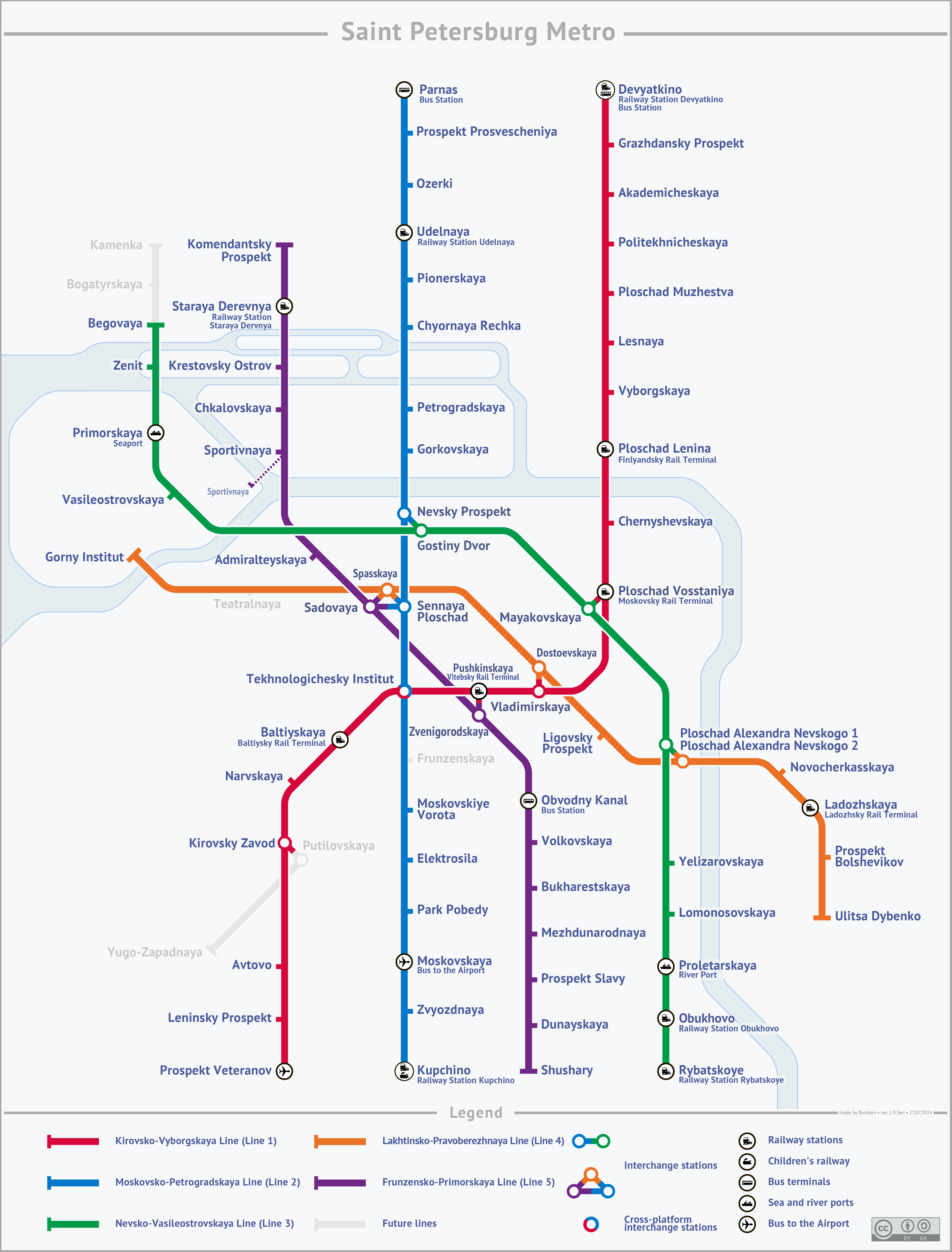
Übersichtsplan der Metro Sankt Petersburg einschließlich geplanter Strecken

Imperium der Veganer
Das Imperium der Veganer liegt auf dem Ostteil der Linie 3 und wird als sadistische Sklavenhaltergesellschaft dargestellt. Die Veganer versuchen durch Menschenversuche, Drogenexperimente und die Kreuzung von Menschen und Pflanzen eine neue humanoide Spezies zu erschaffen, die auch an der verstrahlten Oberfläche überleben kann.
Primorski-Allianz
Die Allianz teilt sich mit den Veganern die Linie 3 und ist deren politisches Gegengewicht. Obwohl sie sich nach außen als Demokratie darstellt, handelt es sich in Wirklichkeit um eine rücksichtslose Militärdiktatur, die die Bevölkerung ganzer Stationen ihren Plänen opfert.
Eden
Im Petersburger Ableger der Metro Zwei hat sich die Zivilisation der Vorkriegszeit weitgehend erhalten. Es gibt ausreichend Strom, eine Regierung, ein Bildungssystem, Lebensmittelvorräte und technische Geräte. Gegenüber der restlichen Metro wird die Existenz von Eden geheim gehalten.
Kommunisten
Anders als in Moskau sind die Kommunisten von St. Petersburg keine der größeren Fraktionen. Sie beherrschen die südlichen Stationen der Linie 2 und versuchen von hier aus einen Tunnel ins 700 Kilometer entfernte Moskau zu bauen.
Masuten
Die Bewohner der Station Technologitscheski Institut werden Masuten (frei übersetzt: Ölschmierer, abgeleitet von Masut) genannt. Unter ihnen befinden sich die fähigsten Ingenieure und Maschinenbauer der Stadt, deren Erzeugnisse an alle Stationen der Petersburger Metro verkauft werden.
Moskauer Fraktion
Die in der Station Ploschtschad Wosstanija lebenden Menschen stammen im Wesentlichen von Reisenden und Besuchern aus Moskau ab, die Petersburg wegen des Atomkriegs nicht verlassen konnten. Zu Beginn noch eine der einflussreichsten Fraktionen, sinken die Moskauer in den Romanen Piter und Die Reise in die Dunkelheit zu Vasallen der Primorski-Allianz herab.
Die „Stummel“
Durch Strahlung und Inzucht sind die so genannten Stummel stark degeneriert. Sie haben sich in einer primitiven Stammesgesellschaft organisiert und leben außerhalb der Metro in dem unterirdischen Museum der Verteidiger Leningrads.
Freie Stationen
Neben den genannten großen Gruppierungen beherrschen verschiedene Splittergruppen die Petersburger Metro. Keine von ihnen beherrscht mehr als eine Station, einige sogar nur einzelne Bunker oder Verbindungstunnel.
Mutanten
- Zombel – Die Zombel haben durch die fortgesetzte Verstrahlung ihre Menschlichkeit völlig verloren. Ähnlich wie die Zombies, nach denen sie benannt wurden, werden sie nur noch von Grundempfindungen wie Hunger und Schmerz angetrieben.
- Blokadniks – Ob Blokadniks menschlicher Herkunft sind, ist unklar. Es handelt sich um große, aufrecht gehende humanoide Kreaturen die in der Regel einzeln auftreten. Da praktisch niemand eine Begegnung mit ihnen überlebt ist kaum etwas über sie bekannt.

## Bereits erschienene Romane
| Autor                      | Originaltitel                                          | Deutscher Titel             | Ort des Geschehens | Erscheinungstermin (Russland) | Erscheinungstermin (Deutschland) |
| -------------------------- | ------------------------------------------------------ | --------------------------- | --- | ----------------------------- | -------------------------------- |
| Dmitri Glukhovski          | Метро 2033                                             | Metro 2033                  | Moskau | 2007                          | 3. Nov. 2008                     |
| Dmitri Glukhovski          | Метро 2034                                             | Metro 2034                  | Moskau | 16. März 2009                 | 5. Okt. 2009                     |
| Wladimir Beresin           | Путевые знаки                                          |                             | Moskau, St. Petersburg, Oblast Leningrad, Twer, Oblast Moskau | Dez. 2009                     |                                  |
| Sergei Antonow             | Тёмные туннели                                         | Im Tunnel                   | Moskau | Jan. 2010                     | Jan. 2013                        |
| Schimun Wrotschek          | Питер                                                  | Piter                       | St. Petersburg, Oblast Leningrad | Feb. 2010                     | März 2012                        |
| Andrei Djakow              | К свету                                                | Die Reise ins Licht         | St. Petersburg, Oblast Leningrad | Juni 2010                     | Mai 2011                         |
| Andrei Erpylew             | Выход силой                                            |                             | Moskau | Juli 2010                     |                                  |
| Sergei Kusnezow            | Мраморный рай                                          | Das marmorne Paradies       | Oblast Moskau, Moskau | Aug. 2010                     | Aug. 2011                        |
| Suren Zormudjan            | Странник                                               |                             | Moskau | Sep. 2010                     |                                  |
| Andrei Butorin             | Север                                                  |                             | Murmansk | Okt. 2010                     |                                  |
| Sergei Antonow             | В интересах революции                                  |                             | Moskau | Nov. 2010                     |                                  |
| Alexander O’Neal           | Война кротов                                           |                             | Kiew | Dez. 2010                     |                                  |
| Ruslan Melnikow            | Муранча                                                |                             | Rostow am Don | Jan. 2011                     |                                  |
| Sergej Paly                | Безымянка                                              |                             | Samara | Feb. 2011                     |                                  |
| Sergei Moskwin             | Увидеть Солнце                                         | In die Sonne                | Nowosibirsk | März 2011                     | 12. Jan. 2015                    |
| Andrei Grebenschtschikow   | Ниже Ада                                               |                             | Jekaterinburg | Apr. 2011                     |                                  |
| Anna Kalinkina             | Станция-призрак                                        |                             | Moskau | Juni 2011                     |                                  |
| Andrei Djakow              | Во мрак                                                | Die Reise in die Dunkelheit | Oblast Leningrad, St. Petersburg | Juli 2011                     | Aug. 2012                        |
| Sergei Saizew              | Санитары                                               |                             | Moskau | Aug. 2011                     |                                  |
| Grant McMaster             | Britannia (englisch) (russ.: Британия)                 |                             | Glasgow, Schottland, England, Carlisle, New York, Conisbrough, Doncaster, Sheffield, Chesterfield, Leicester, London | Sep. 2011                     |                                  |
| Igor Wardunas              | Ледяной плен                                           |                             | Pionerski, Ostsee, Ärmelkanal, Atlantik, Afrika, Antarktis | Okt. 2011                     |                                  |
| Andrei Butorin             | Осада рая                                              |                             | Murmansk, Poljarnyje Sori | Nov. 2011                     |                                  |
| „Living“ Portal Metro 2033 | Сборник рассказов «Последнее убежище»                  |                             | Moskau, St. Petersburg, Oblast Moskau, Nowosibirsk, Jekaterinburg, Nischni Nowgorod, Krasnodar, Biysk, Sotschi | Dez. 2011                     |                                  |
| Tullio Avoledo             | Le radici del Cielo (italienisch) (russ.: Корни небес) | Die Wurzeln des Himmels     | Rom, Latium, Torrita Tiberina, Piemont, Marken, Urbino, Emilia-Romagna, Rimini, Santarcangelo di Romagna, Ravenna, Veneto, Venedig                                                                                              | Feb. 2012                     | Juni 2013                        |
| Igor Tschjornyj            | Слепящая пустота                                       |                             | Charkiw | März 2012                     |                                  |
| Andrei Djakow              | За горизонт                                            | Hinter dem Horizont         | St. Petersburg, Leningrad, Wologda, Tscherepowez, Oblast Jaroslawl, Rybinsk, Jaroslawl, Oblast Iwanowo, Tatarstan, Kasan, Baschkortostan, Belorezk, Jamantau, Oblast Orenburg, Dagestan, Kaspiysk, Region Primorje, Wladiwostok | Jan. 2013                     | 11. Nov. 2013                    |
| Suren Zormudjan            | Наследие предков                                       | Das Erbe der Ahnen          | Kaliningrad, Oblast Kaliningrad | Juli 2013                     | 9. Juni 2014                     |
| Dmitri Glukhovski          | Метро 2035                                             | Metro 2035                  | Moskau | 12. Juni 2015                 | 11. Apr. 2016                    |